# Turboprop

Het principe van een turboprop

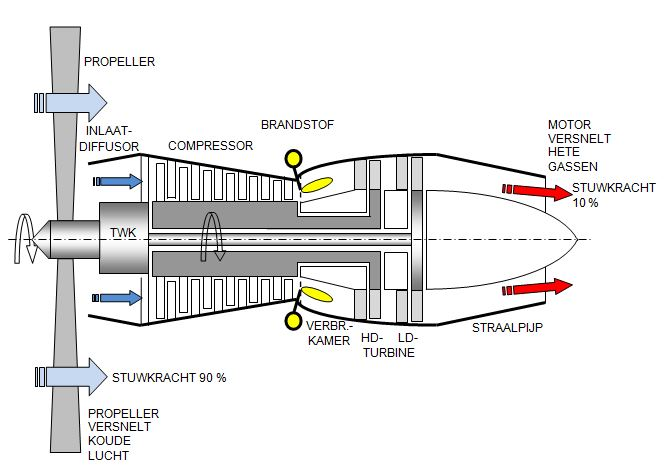
Turboprop motor met uitlaatstraal

Een turboprop (voluit: turbopropeller), in het Nederlands 'schroefturbinemotor', is een type vliegtuigmotor dat speciaal geschikt is voor langzamer vliegende vliegtuigen.
De motor bestaat uit een gasturbine die een propeller aandrijft. Om de gasturbine klein van afmetingen te houden is hij ontworpen voor een hoog toerental. De propeller draait echter efficiënt bij een relatief laag toerental. Daarom is er een reductie-tandwielkast tussen de uitgaande as van de turbine en de propeller geplaatst.
Aangezien een propeller zeer efficiënt is bij lage vliegsnelheden, wordt dit motortype vooral aangetroffen in kleine passagiersvliegtuigen (de Fokker 50 bijvoorbeeld) en vrachtvliegtuigen. Propellers worden niet gebruikt bij snelle vliegtuigen omdat bij hogere toerentallen de luchtstroom bij de tippen van de rotorbladen een supersonische snelheid krijgt, wat leidt tot veel meer luchtweerstand waardoor de effectiviteit afneemt.
In de uitlaat van de turboprop motor kan een straalbuis worden aangebracht, waardoor de uitlaatgassen van de motor verder expanderen in de straalbuis. Er wordt een straal met hoge snelheid gevormd. In dat geval krijgt men een combinatie van twee voorstuwingsprincipes: de koude straal van de propeller, goed voor 90% van de stuwkracht, en de hete straal uit de uitlaat, goed voor 10% van de stuwkracht. De straal kan naar achteren gericht zijn om voorwaartse stuwkracht te krijgen, maar ook omlaag gericht om meer liftkracht van het vliegtuig te krijgen (bijvoorbeeld bij een helikopter).